# Predrag Ranđelović (calciatore 1990)
Predrag Ranđelović (in serbo Предраг Ранђеловић?; in macedone Предраг Ранѓеловиќ?, Predrag Ranǵeloviḱ; Niš, 2 marzo 1990) è un ex calciatore serbo naturalizzato macedone, di ruolo centrocampista.

## Carriera

### Club
Ha giocato nella prima divisione macedone, in quella serba ed in quella bielorussa.

### Nazionale
Ha giocato nella nazionale macedone Under-21.
Nel 2012 ha esordito in nazionale maggiore.

## Statistiche

### Cronologia presenze e reti in nazionale
| Cronologia completa delle presenze e delle reti in nazionale ― Macedonia | Cronologia completa delle presenze e delle reti in nazionale ― Macedonia | Cronologia completa delle presenze e delle reti in nazionale ― Macedonia | Cronologia completa delle presenze e delle reti in nazionale ― Macedonia | Cronologia completa delle presenze e delle reti in nazionale ― Macedonia | Cronologia completa delle presenze e delle reti in nazionale ― Macedonia | Cronologia completa delle presenze e delle reti in nazionale ― Macedonia | Cronologia completa delle presenze e delle reti in nazionale ― Macedonia |
| Data                                                                     | Città                                                                    | In casa                                                                  | Risultato                                                                | Ospiti                                                                   | Competizione                                                             | Reti                                                                     | Note                                                                     |
| ------------------------------------------------------------------------ | ------------------------------------------------------------------------ | ------------------------------------------------------------------------ | ------------------------------------------------------------------------ | ------------------------------------------------------------------------ | ------------------------------------------------------------------------ | ------------------------------------------------------------------------ | ------------------------------------------------------------------------ |
| 14-12-2012                                                               | Aksu                                                                     | Polonia                                                                  | 4 – 1                                                                    | Macedonia                                                                | Amichevole                                                               | -                                                                        | 60’                                                                      |
| 11-10-2013                                                               | Cardiff                                                                  | Galles                                                                   | 1 – 0                                                                    | Macedonia                                                                | Qual. Mondiali 2014                                                      | -                                                                        |                                                                          |
| 15-10-2013                                                               | Jagodina                                                                 | Serbia                                                                   | 5 – 1                                                                    | Macedonia                                                                | Qual. Mondiali 2014                                                      | -                                                                        | 28’                                                                      |
| Totale                                                                   |                                                                          | Presenze                                                                 | 3                                                                        |                                                                          | Reti                                                                     | 0                                                                        |                                                                          |

## Palmarès

### Competizioni nazionali
- Campionato macedone: 2

Vardar: 2011-2012, 2012-2013